# Bataille de Chemillé (1796)
Pour les articles homonymes, voir Bataille de Chemillé.
Guerre de Vendée
Batailles
La bataille de Chemillé a lieu du 28 au 29 janvier 1796 lors de la guerre de Vendée.

## Déroulement

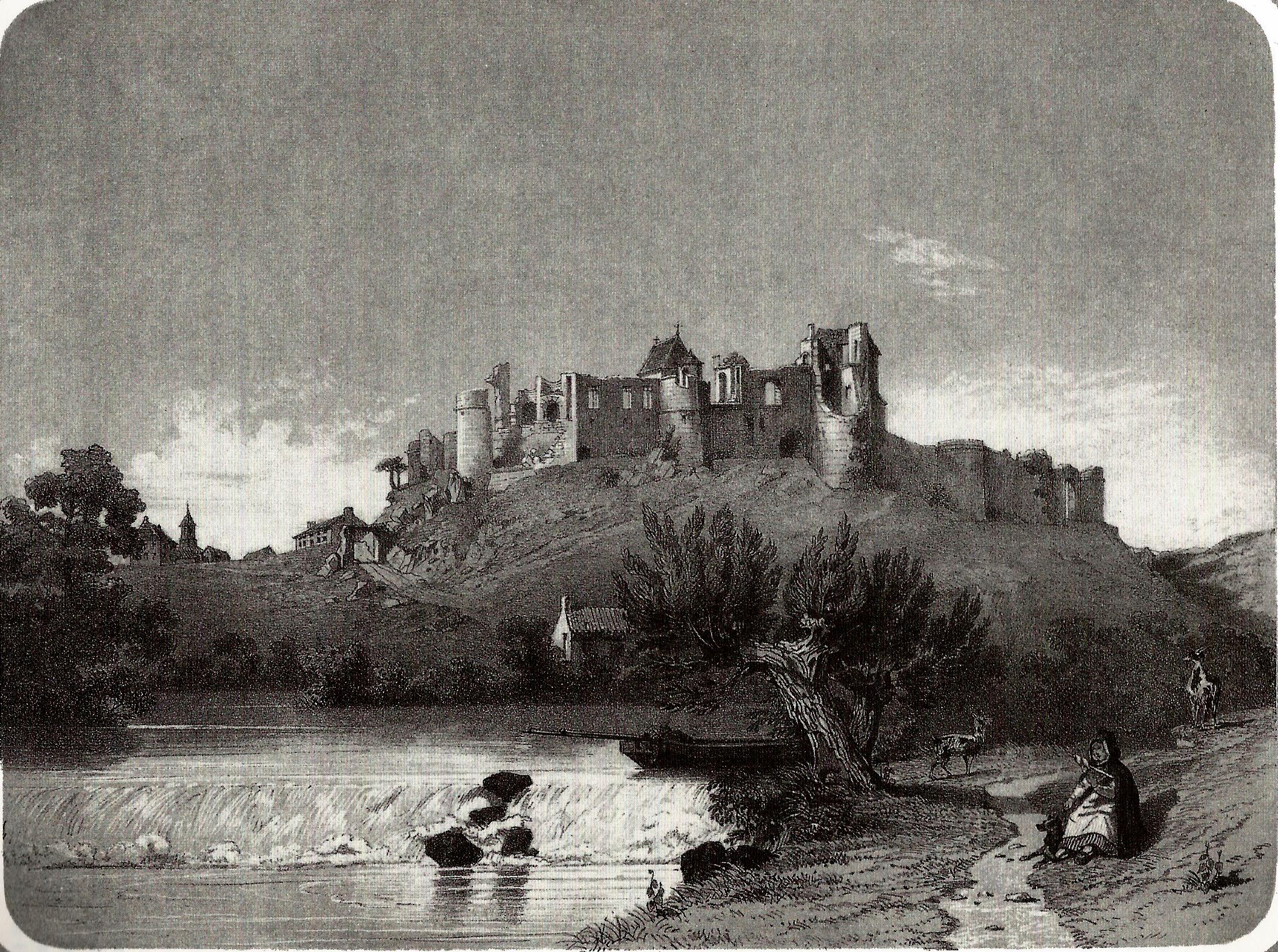
Vue d'Argenton-Château, gravure de Thomas Drake, vers 1850.

Le 26 janvier 1796, Stofflet reprend les armes sur l'ordre du comte d'Artois qui le nomme Lieutenant-général et Grand-croix de l'ordre royal et militaire de Saint-Louis. Sans illusion, il aurait déclaré : « Mes amis, nous marchons vers l'échafaud, mais, c'est égal, vive le roi quand même,! ». Il ne rassemble que 400 hommes et s'empare d'Argenton-Château.
Le 28, Stofflet attaque Chemillé, mais il est repoussé par les républicains,. Dès le lendemain, il est contraint de se replier sur la forêt de Maulévrier,.

## Conséquences
Étonné par cette déclaration de guerre, le général Hoche contre-attaque aussitôt et marche sur l'Anjou. Bien accueilli par la population, il déclare : « Je crois que la guerre stoffletienne durera quinze jours ». 6 000 soldats républicains s'emparent de Neuvy-en-Mauges, quartier-général de l'armée d'Anjou.
Après avoir repris les hostilités avec Stofflet, Sapinaud dépose les armes et démissionne de son commandement. Stofflet en revanche refuse de faire sa soumission et reste terré pendant plusieurs semaines dans la forêt de Maulévrier,.
Le 23 février, il tient une réunion secrète à la métairie de La Saugrenière, près de La Poitevinière, avec Eroudelle, délégué de Scépeaux, Jouette, délégué de Puisaye, Chesnier-Duchesne, délégué de Charette, et l'abbé Bernier,. Les émissaires discutent alors de l'attribution d'un ambassadeur des quatre armées royalistes de l'Ouest auprès de la coalition,. L'abbé Bernier a la faveur de Scépeaux, mais Stofflet penche pour le comte de Maulévrier et les délégués se séparent sans solution,. Stofflet et sa suite restent sur place, mais ils sont arrêtés pendant la nuit par 200 fantassins et 25 cavaliers du 7e bataillon de Paris commandés par Loutil. Le chef vendéen est capturé, ainsi que cinq de ses compagnons : le Prussien Charles Lichtenheim, 24 ans, officier de l'ancien régiment de Nassau ; Georges Moreau, 20 ans, tisserand ; Joseph Devarannes, 31 ans, ex-commis au district d'Ancenis ; Pierre Pinot, 20 ans ; et Michel Grolleau, 14 ans. Les prisonniers sont conduits à Chemillé, puis à Angers. Jugés le 24 février par un conseil militaire, ils sont condamnés à mort le lendemain à cinq heures du matin pour avoir été pris les armes à la main. Seul Michel Grolleau est épargné en raison de son jeune âge et n'est condamné qu'à la détention jusqu'à la paix.
Stofflet et ses quatre compagnons sont fusillés à Angers, sur le Champ-de-Mars, le 25 février, à neuf ou dix heures du matin,,. Avant de mourir, le général vendéen s'écrit : « Vive la religion, vive le roi ! ».